# Кастенбруст

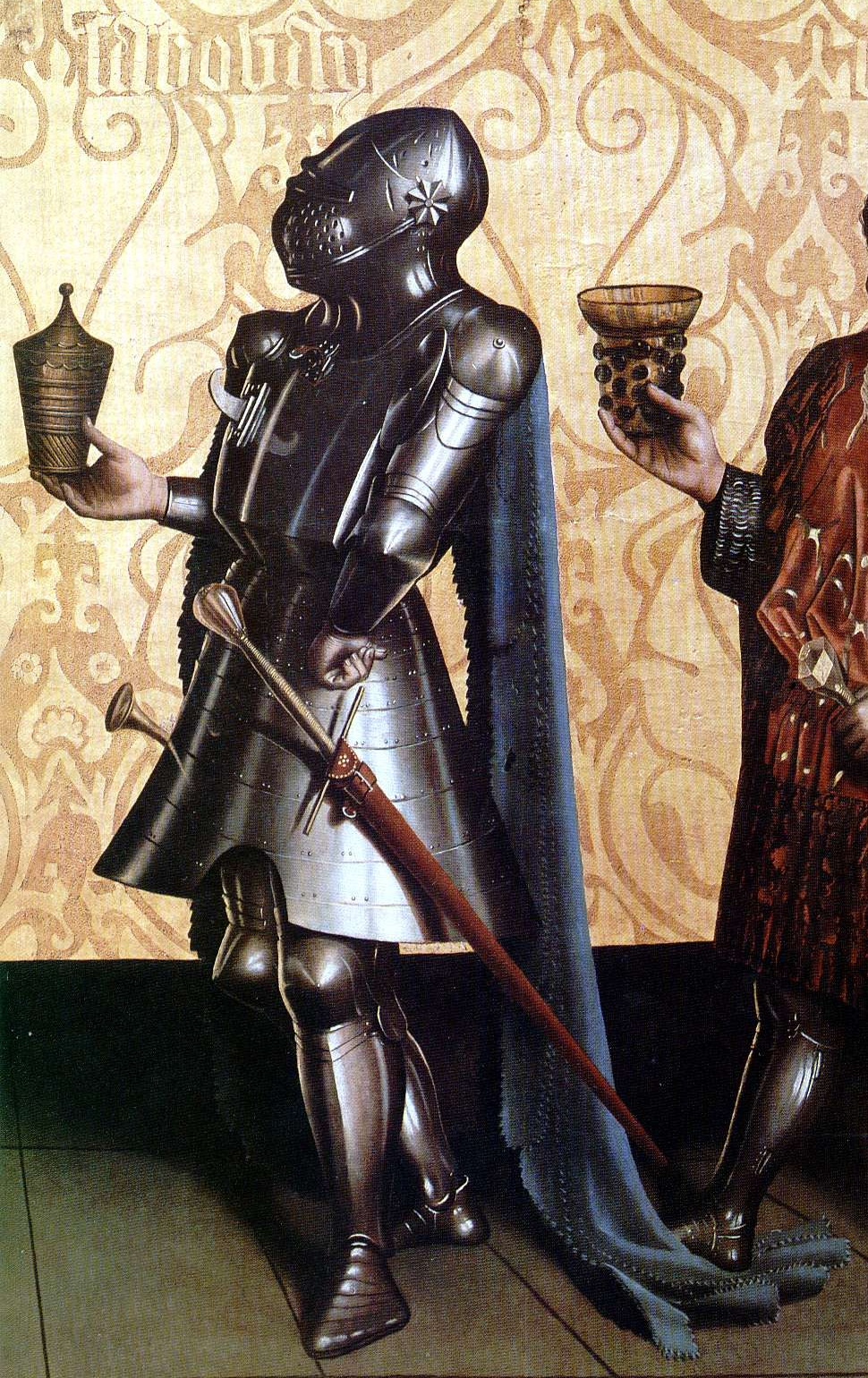
Полный кастенбруст со снятыми рукавицами
(фрагмент алтаря церкви Святого Леонарда в Базеле расписанного Конрадом Вицем (Conrad Witz), 1435)

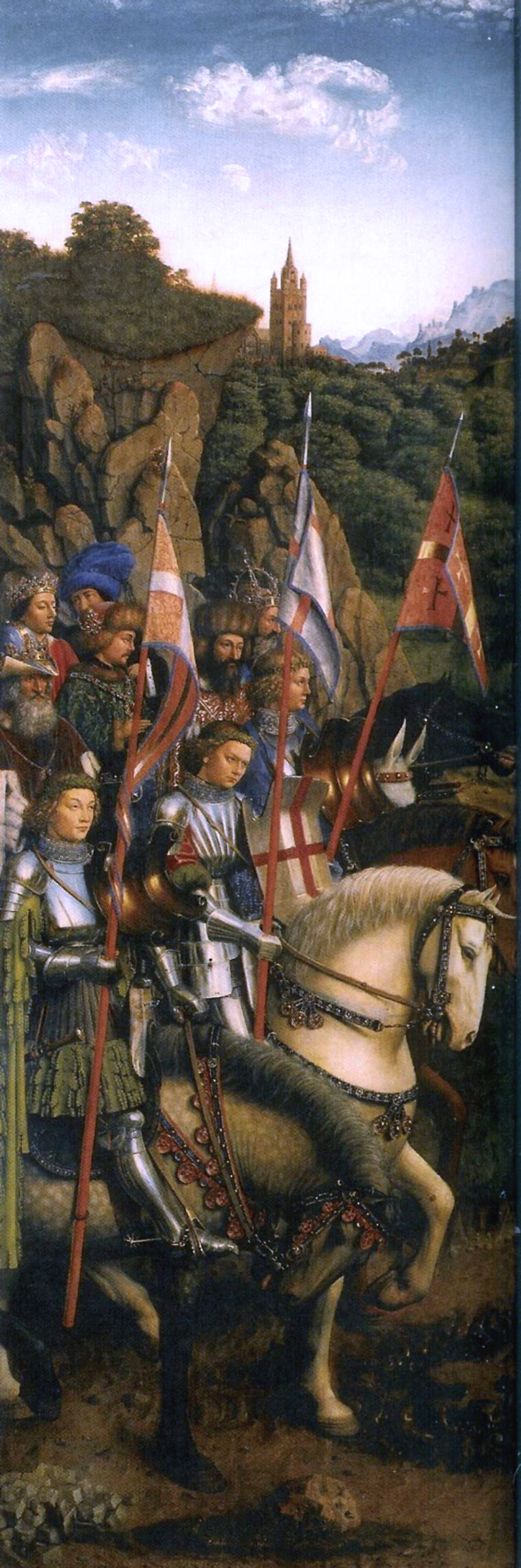
Рыцари в кастенбрустах. Фрагмент алтаря кафедральной церкви Святого Бавона в Генте, расписанного Яном Ван Эйком. 1427—1432 гг.)

Кастенбруст (нем. Kastenbrust — буквально «коробчатая грудь») — германские доспехи первой половины XV века. Помимо коробчатой груди, для этих доспехов были характерны шлем — гранд-бацинет (круглый шлем опирающийся на плечи, с забралом, перфорированным ниже зрительных щелей), очень длинная латная юбка и латные рукавицы.
Несмотря на наличие большого количества изобразительных источников, однозначно доказывающих распространённость данного вида доспехов в Германии в первой половине XV века (то есть до появления готических доспехов во второй половине XV века), до наших дней дошло крайне мало их образцов. И до последнего времени считалось, что единственный сохранившийся образец кастенбруста находится в венской ратуше и датируется 1440 годом (шлем, часть защиты руки (включая латные рукавицы) и некоторые другие из частей доспеха утеряны). Но недавно кастенбруст из Глазго, считавшийся ранее подделкой, на основании металлографического анализа был признан подлинным.
Что касается кирасы, хранящейся в The Metropolitan Museum of Art Нью-Йорка, нет однозначного мнения, можно ли считать её элементом кастенбруста. Кроме того, некоторые исследователи, в частности, британский оружиевед Эварт Оукшотт, автор труда «Вооружение и доспехи Европы от Ренессанса до индустриальной революции», используют более строго определение того, что считать подобным доспехом, согласно которому ни кастенбруст из Вены, ни кастенбруст из Глазго к кастенбрустам собственно не относятся по причине отсутствия угловатости.